# Memoriile lui Sherlock Holmes
Memoriile lui Sherlock Holmes (în engleză The Memoirs of Sherlock Holmes) este o colecție de 12 povestiri polițiste scrise de Sir Arthur Conan Doyle și avându-l în rolul principal pe faimosul detectiv. Cartea originală a fost ilustrată de Sidney Paget.
Acestea povestiri scurte au fost publicate inițial ca simple povestiri în revista Strand Magazine în perioada decembrie 1892 - decembrie 1893, apoi în volum, în 1894, editat de George Newnes Ltd din Anglia.

## Conținut
Prima ediție britanică a volumului nu conținea povestirea intitulată Aventura cutiei de carton, deși această povestire fusese publicată anterior, ca și celelalte 11, în revista Strand Magazine auparavant. Prima ediție americană conținea toate cele 12 povestiri, dar edițiile următoare au eliminat cu totul această povestire. În SUA, această povestire este inclusă în mod obișnuit în volumul Ultima reverență și nu în volumul Memoriile lui Sherlock Holmes.
| Titlu în limba română          | Titlu original                      | Prima publicare (în Strand Magazine) |
| ------------------------------ | ----------------------------------- | ------------------------------------ |
| Stea-de-Argint                 | Silver Blaze                        | decembrie 1892                       |
| Aventura cutiei de carton      | The Adventure of the Cardboard Box  | ianuarie 1893                        |
| Fața galbenă                   | The Adventure of the Yellow Face    | februarie 1893                       |
| Funcționarul agenției de bursă | The Stock-broker's Clerk            | martie 1893                          |
| Vasul „Gloria Scott”           | The Gloria Scott                    | aprilie 1893                         |
| Ritualul Musgrave              | The Musgrave Ritual                 | mai 1893                             |
| Enigma din Reigate             | The Adventure of the Reigate Squire | iunie 1893                           |
| Povestea cocoșatului           | The Adventure of the Crooked Man    | iulie 1893                           |
| Pacientul rezident             | The Resident Patient                | august 1893                          |
| Traducătorul de greacă         | The Greek Interpreter               | septembrie 1893                      |
| Tratatul naval                 | The Naval Treaty                    | octombrie - noiembrie 1893           |
| Ultima problemă                | The Final Problem                   | decembrie 1893                       |

## Diferențe între ediții
Prima ediție londoneză a Memoriilor din 1894 nu a inclus povestirea "Aventura cutiei de carton", deși toate cele 12 povestiri fuseseră publicate anterior în revista Strand Magazine. Prima ediție americană a inclus această povestire, dar a fost foarte repede retrasă și înlocuită cu o ediție revizuită care a omis-o.
Motivul care stă la baza acestei omisiuni este neclar. În Marea Britanie, povestirea a fost scoasă aparent la cererea lui Doyle deoarece includea o referire la adulter și nu era recomandată pentru tinerii cititori. Aceasta ar putea fi cauza eliminării sale rapide din ediția americană și unele surse presupun că editorul a crezut că povestirea era prea scandaloasă pentru publicul american.
Ca urmare, această povestire nu a fost republicată în SUA timp de mai mulți ani, fiind ulterior inclusă în volumul Ultima reverență. Chiar și astăzi, mulți editori americani ai canonului holmesian o includ în Ultima reverență, în timp ce majoritatea edițiilor britanice păstrează povestirea la locul ei inițial din Memoriile lui Sherlock Holmes.
În plus, când povestirea a fost scoasă din Memorii, paginile ei de la început, în care Holmes îl imită pe Dupin, au fost transferate la începutul povestirii "Pacientul rezident". În unele ediții americane ulterioare ale Memoriilor, în care se omite "Aventura cutiei de carton", acest transfer continuă să apară.

## Traduceri în limba română
- Memoriile lui Sherlock Holmes (Ed. Junimea, Colecția "Fantomas", Iași, 1970) - traducere de Andrei Bantaș
- Memoriile lui Sherlock Holmes (Ed. Aldo Press, București, 2003) - traducere de Luiza Ciocșirescu
- Memoriile lui Sherlock Holmes (Ed. Compania, București, 2009), 328 p. - traducere de Andrei Bantaș
- Memoriile lui Sherlock Holmes - în volumul "Aventurile lui Sherlock Holmes. Vol II" (Colecția Adevărul, București, 2010) - traducere de Luiza Ciocșirescu
- Memoriile lui Sherlock Holmes - în volumul "Aventurile lui Sherlock Holmes. Vol II" (Colecția Adevărul, București, 2011) - traducere de Luiza Ciocșirescu